# 富蘭克維爾 (阿拉巴馬州)
富蘭克維爾（英語：Frankville）是位於美國阿拉巴馬州華盛頓縣的一個非建制地區。該地的面積和人口皆未知。

## 地理
富蘭克維爾的座標為31°38′48″N 88°08′51″W / 31.64667°N 88.14750°W，而該地的平均海拔高度為46米（即151英尺）。